# البرة (حريملاء)
البرة، هي قرية من فئة (ب) تقع في محافظة حريملاء، والتابعة لمنطقة الرياض في السعودية. وتبعد البرة عن محافظة حريملاء بمسافة تقارب () كم.